# Antiblemma hamilcar
Antiblemma hamilcar är en fjärilsart som beskrevs av William Schaus 1914. Antiblemma hamilcar ingår i släktet Antiblemma och familjen nattflyn. Inga underarter finns listade i Catalogue of Life.